# Jean-Baptiste Godart
Pour les articles homonymes, voir Godart.
Jean-Baptiste Godart est un entomologiste français, né le 25 novembre 1775 à Origny et mort le 27 juillet 1825.

## Biographie
Passionné par les papillons depuis sa jeunesse, il est chargé par Pierre André Latreille (1762-1833) de rédiger l’article sur ces insectes dans l’Encyclopédie méthodique.
Godart réalise ensuite son Histoire naturelle des lépidoptères ou papillons de France dont la parution commence en 1821 pour ne s’achever qu’en 1842. Outre la faune de France, il étudie également les espèces diurnes exotiques.

## Œuvres
- Encyclopédie méthodique : Histoire naturelle: Entomologie, ou Histoire naturelle des crustacés, des arachnides et des insectes: Tome neuvième. [Papillon] / par M. Latreille... et M. Godart / Paris : Agasse , 1819
- Histoire naturelle des lépidoptères ou papillons de France 1ère partie, environs de Paris : Diurnes / par M. J.B. Godart... ; avec les figures de chaque espèce, dessinées et coloriées d'après nature par M. P. Dumenil / Paris : Crevot , 1821
- Histoire naturelle des lépidoptères ou papillons de France (11 vol.) : décrits par M. Godart et par M. P.-A.-J. Duponchel, peints par P. C. Vauthier / Godart Jean-Baptiste / Paris : Crevot , 1821
- Histoire naturelle des lépidoptères ou papillons de France / par M. J.-B. Godart ... ; avec les figures de chaque espèce dessinées et coloriées d'après nature par M P. Dumenil... / Paris : Crevot [puis] Méquignon-Marvis , 1821-1832
- Histoire naturelle des Lépidoptères ou papillons de France Tomes 3 et 4 / Jean-Baptiste Godart [et par M. P.-A.-J. Duponchel] / Paris : Crevot [Méquignon-Marvis] , 1821-1942
- Histoire naturelle des lépidoptères ou papillons de France / par M. J.-B. Godart ... / Paris : Crevot [puis] Méquignon-Marvis , 1822-1835
- Histoire naturelle des lépidoptères ou papillons de France : Nocturnes / par M. J.-B. Godart ... ; avec les figures de chaque espèce, dessinées et coloriées d'après nature par M. P. Dumenil, continuée par P-A-J. Duponchel / Paris : Crevot [puis] Méquignon-Marvis , 1822-1838
- Iconographie des chenilles, pour faire suite à l'ouvrage intitulé Histoire naturelle des Lépidoptères Tome 1, Diurnes / par J.-B. Godart, continuée par P.-A.-J. Duponchel / Paris : Méquignon-Marvis , 1832
- Iconographie des chenilles : pour faire suite à l'ouvrage intitulé : Histoire naturelle des lépidoptères, ou papillons de France, par J.-B. Godart / ouvrage basé sur la méthode de Latreille ; avec les figures de chaque espèce, dessinées et coloriées d'après nature par P. Duménil, peintre d'histoire naturelle ; continuées P.-A.-J. Duponchel / Paris : Méquignon-Marvis , 1832-1849
- Iconographie et histoire naturelle des chenilles pour servir de complément à l'Histoire naturelle des lépidoptères ou papillons de France, de MM. Godart et Duponchel / par M. P.-A.-J. Duponchel / Paris : G. Baillière , 1849
- Iconographie et histoire naturelle des chenilles (2 vol.) : pour servir de complément à l'histoire naturelle des lépidoptères ou papillons de France / Duponchel P.-A.-J / Paris : Germer Baillière , 1849
- Iconographie et histoire naturelle des chenilles, pour servir de complément à l'histoire naturelle des lépidoptères ou papillons de France de Godart et Duponchel T.II, Crepusculaires / par P.-A. J. Duponchel et A. Guénée / Paris : Gerner Baillière , 1849
- Iconographie et histoire naturelle des chenilles, pour servir de complément à l'histoire naturelle des lépidoptères ou papillons de France de Godart et Duponchel T.I, Diurnes / par P.-A. J. Duponchel,... / Paris : Gerner Baillière , 1849
- Toujours en avant ! ou Conseils de perfection chrétienne / J.-B. Godart / Saint-Étienne (Loire) : bureaux de l'"Apôtre du foyer , [S. d.]
- Encyclopédie méthodique. Histoire naturelle. Entomologie, ou Histoire naturelle des crustacés, des arachnides et des insectes. Tome neuvième, par M. Latreille, ..., et M. Godart, ...
- Histoire naturelle des lépidoptères ou papillons de France ; par M. J.-B. Godart, ancien proviseur, et l'un des rédacteurs de l'article papillon dans l'encyclopédie méthodique. Avec les figures de chaque espèce, dessinées et coloriées d'après nature par M. P. Dumenil, peintre d'histoire naturelle. Diurnes. Seconde partie. Départements méridionaux / A Paris, chez Crevot, libraire-éditeur, rue de l'école de Médecine, Nos 11 à 13. 1822
- Histoire naturelle des lépidoptères ou papillons de France; par M. J.-B. Godart, ... Ouvrage basé sur la méthode de M. Latreille / A Paris, chez Crevot, libraire-éditeur, rue de l'Ecole de médecine, no 3. 1821[-1838]

## Source
- Notices d'autorité :   - VIAF
  - ISNI
  - BnF (données)
  - IdRef
  - LCCN
  - GND
  - Pays-Bas
  - Israël
  - Grèce
  - WorldCat
- Jean Lhoste, Les Entomologistes français, 1750-1950, INRA-OPIE, 1987.